# Sonia Corrêa
Pour les articles homonymes, voir Correa (homonymie).
Sonia Corrêa (née le 18 novembre 1948) est une activiste féministe et chercheuse brésilienne, qui travaille principalement sur les questions de l'égalité des sexes, de la santé et de la sexualité. Depuis 2002, elle co-préside Sexuality Policy Watch (SPW), forum mondial analysant l'évolution des politiques et projets en matière de sexualité à travers le monde,.
De 1992 à 2009, Corrêa, a été coordonnatrice de recherche pour la santé et les droits sexuels et reproductifs au sein de Development Alternatives with Women for a New Era (DAWN), un réseau féministe des Pays du Sud. À ce titre, en tant que représentante de la société civile, elle s'est intéressée de près aux négociations liées aux questions de genre et de sexualité lors de la Conférence Internationale sur la Population et le Développement (CIPD) du Caire organisée par les Nations unies en 1994, lors de la Quatrième conférence mondiale sur les femmes en 1995, et fait partie des 29 signataires des Principes de Jogjakarta.

## Sélection d'ouvrages
Corrêa a publié de nombreux ouvrages en portugais et en anglais. Ses publications incluent:
- Population and Reproductive Rights: Feminist Perspectives from the South (Zed Books, 1994)
- Sexuality, Health and Human Rights, co-authored with Richard Parker and Rosalind Petchesky (Routledge, 2008)
- Development with a Body, co-authored with Andrea Cornwall and Susan Jolly (Zed Books, 2008)
- Emerging powers, sexuality and human rights: Fumbling around the elephant, co-authored with akshay khanna (2015)[6]